# Mudanjiang (stacja kolejowa)
Mudanjiang (chiń. 牡丹江站; pinyin Mǔdānjiāng Zhàn) – stacja kolejowa w Mudanjiang, w prowincji Heilongjiang, w Chinach. Znajdują się tu 5 peronów.